# Колесниченко Степан Калинович
Степан Калинович Колесниченко (нар. 24 грудня 1913 — пом. 30 серпня 1943) — радянський військовий льотчик часів Другої світової війни, помічник командира 519-го винищувального авіаційного полку з повітряно-стрілецької служби (283-я винищувальна авіаційна дивізія, 16-а повітряна армія), лейтенант. Герой Радянського Союзу (1943).

## Життєпис
Народився у селі Якимів Яр, нині Ширяївського району Одеської області (за іншими даними — в селі Гиртоп, нині Григоріопольського району Молдови) в селянській сім'ї. Українець. Після закінчення 8 класів школи працював трактористом.
До лав РСЧА призваний Григоріопольським РВК в 1935 році. Дійсну військову службу проходив на Чорноморському флоті, залишився на понадстрокову службу. У 1939 році закінчив Одеський аероклуб. Під час радянсько-фінської війни брав участь в бойових діях на Балтиці.
У 1940 році вступив до Качинської військової авіаційної школи пілотів.
З початком німецько-радянської війни разом зі школою евакуювався на схід, де продовжив навчання. Член ВКП(б) з жовтня 1941 року. На фронтах німецько-радянської війни з квітня 1942 року. Воював у складі 519-го винищувального авіаційного полку на Західному і Центральному фронтах. Літав на винищувачах МіГ-3 і Як-7.
Всього до середини липня 1943 року здійснив 114 бойових вильотів, провів 24 повітряних боя, в яких збив особисто 16 та в складі групи 4 літаки супротивника.
30 серпня 1943 року загинув у повітряному бою над селом Кривенкове, нині Глухівського району Сумської області. Похований у братській могилі в селі Береза того ж району.

## Нагороди
Указом Президії Верховної Ради СРСР від 2 вересня 1943 року за зразкове виконання бойових завдань командування на фронті боротьби з німецькими загарбниками та виявлені при цьому відвагу і героїзм, лейтенантові Колесниченку Степану Калиновичу присвоєне звання Героя Радянського Союзу з врученням ордена Леніна і медалі «Золота Зірка» (нагороду не отримав оскільки загинув 30.08.1943 року).
Також був нагороджений орденами Червоного Прапора (08.05.1943) і Червоної Зірки (10.05.1943).